# Fondo
Fondo is een gemeente in de Italiaanse provincie Trente (regio Trentino-Zuid-Tirol) en telt 1462 inwoners (31-12-2004). De oppervlakte bedraagt 30,8 km², de bevolkingsdichtheid is 47 inwoners per km².
De volgende frazioni maken deel uit van de gemeente: Tret, Vasio.

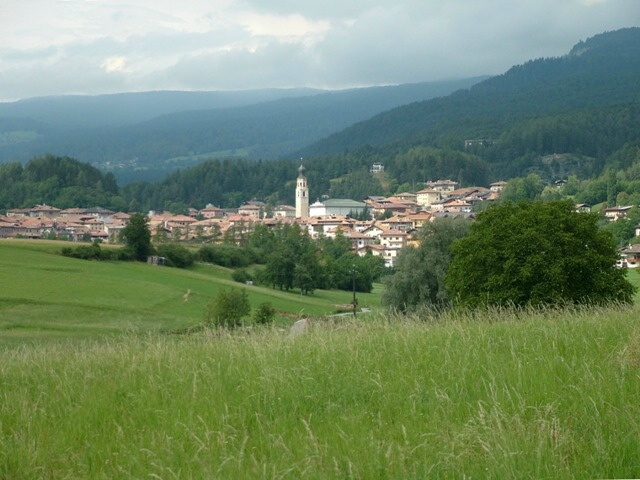
Fondo
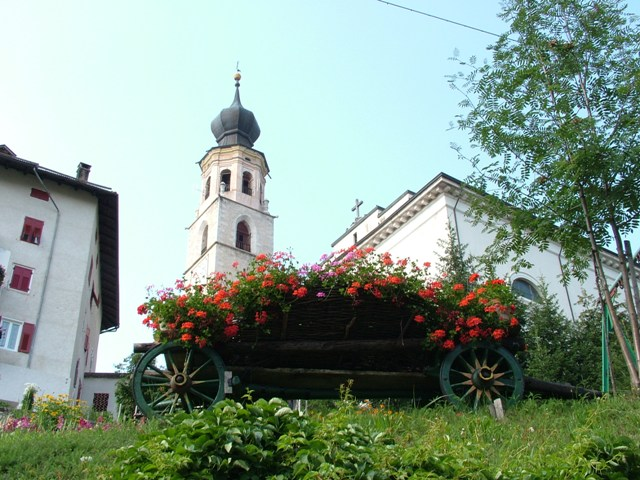
Kerk in Fondo

## Demografie
Fondo telt ongeveer 583 huishoudens. Het aantal inwoners steeg in de periode 1991-2001 met 7,8% volgens cijfers uit de tienjaarlijkse volkstellingen van ISTAT.
| Jaar | Inwoneraantal |
| ---- | ------------- |
| 1991 | 1339          |
| 2001 | 1443          |

## Geografie
De gemeente ligt op ongeveer 982 m boven zeeniveau.
Fondo grenst aan de volgende gemeenten: Sarnonico, Malosco. Op het nabijgelegen Lago Smeraldo kan 's winters geschaatst worden.

## Geboren in Fondo
- Fortunato Depero (1892-1960), schrijver, beeldhouwer, grafisch ontwerper, illustrator en schilder